# Glena nepia
Glena nepia är en fjärilsart som beskrevs av Druce 1892. Glena nepia ingår i släktet Glena och familjen mätare. Inga underarter finns listade i Catalogue of Life.